# ミラガイア
ミラガイア (学名：Miragaia) はステゴサウルス科に属する恐竜の属の一つ。ジュラ紀後期に生息した。名は発見場所のポルト・ミラガイア地区に由来する。17個を超える頚椎からなる長い頸が特徴である。
ガイアはギリシャ神話で地球の化身であり、オリンポスの神々の母とされ、ミラガイアは「素晴らしき地球」という意味である。
全長は6-6.5 m ほど。

## 発見

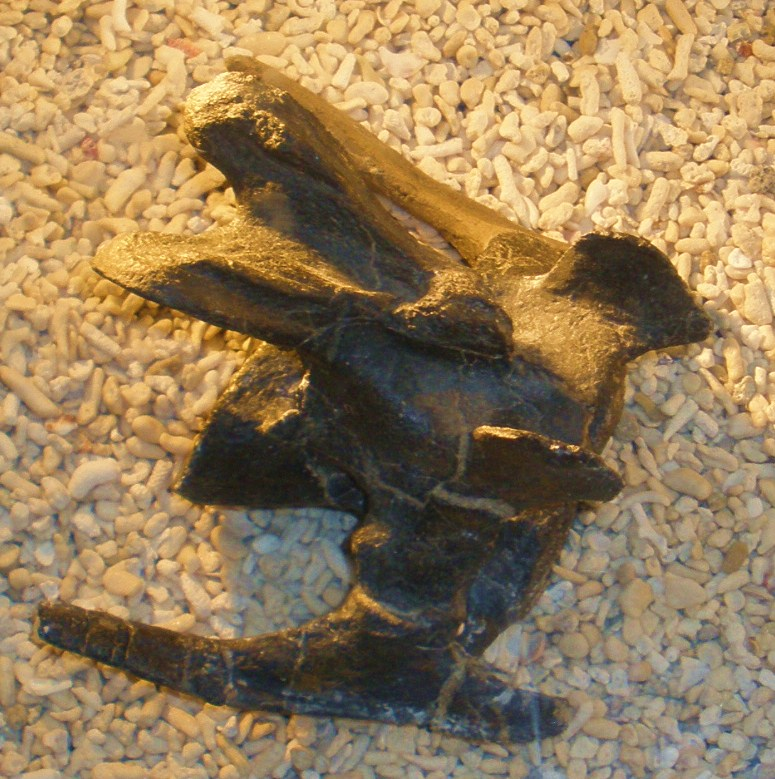
椎骨

タイプ標本はリスボン県のロウリニャン博物館に所蔵された ML 433 である。ほぼ完全な体前部の骨格から構成されており、吻部の大部分・15個の頚椎（頭骨と関節する最初の2個は失われている）・肩帯・前肢の大部分・13個の骨質板が含まれている。この頭骨は、ヨーロッパ産の剣竜類の頭骨としては初めて発見されたものである。ML 433はロウリニャン層のSobral Unit（キンメリッジ階後期-ティトン階前期、約1億5000万年前）から産出した。2009年にOctávio Mateus等により記載され、種小名 longicollum は「長い頸」を意味する。同じ層からは幼体の骨盤の一部・椎骨の一部が発見されているが (ML 433-A) これも本種とされている。

## 形態

サイズ比較図

最も大きな特徴は、17以上の頚椎で構成された長い頸である。これは剣竜類では最も長いもので、地表に近い植物を食べていた、という従来の剣竜類に対する見方とは対照的である。また、ジュラ紀後期のほとんどの竜脚類における頚椎数は12-15であり、本属に匹敵する数の頚椎を持っていたのは中国産のエウヘロプス・マメンチサウルス・オメイサウルス等のみであった。この頸は、高所の植物を食べるため、または性選択により進化したと考えられている。

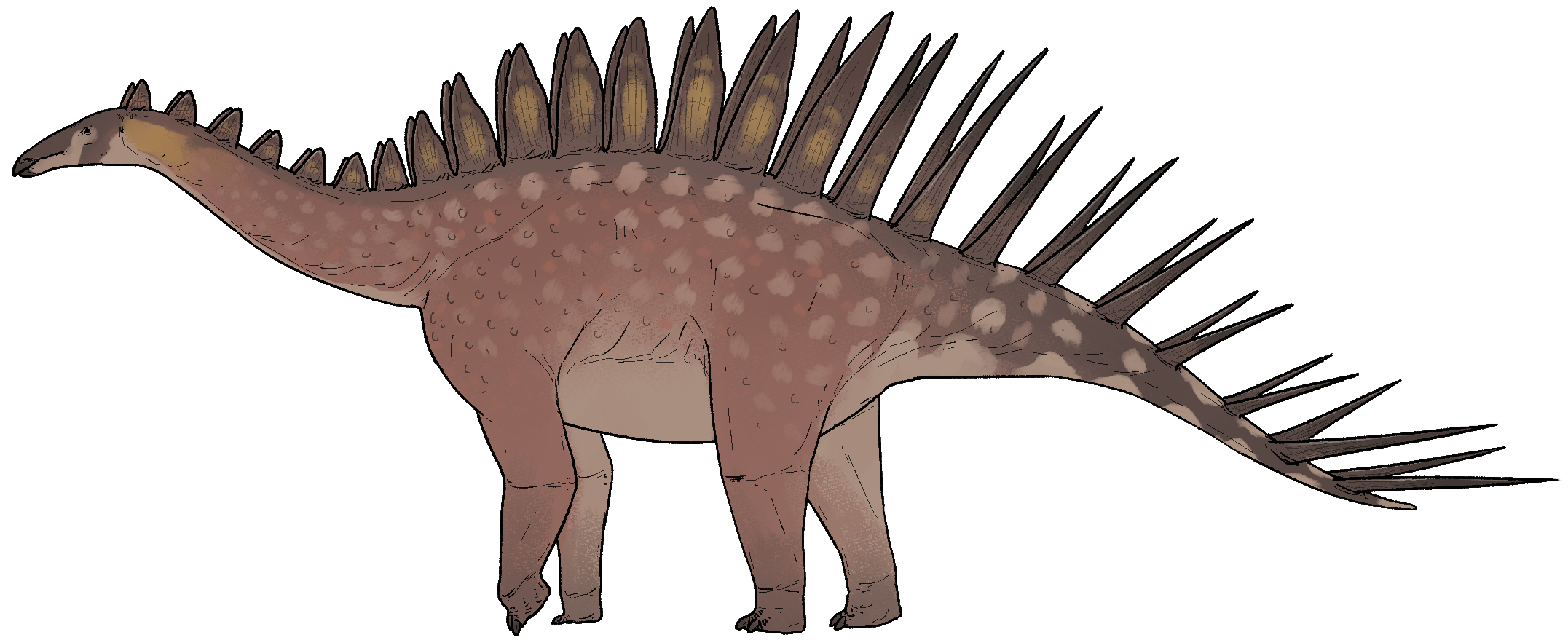
復元イラスト

竜脚類においては、頸の伸長は3段階を経て起こった。1段階目に脊椎が頚椎へ移動し、2段階目に新たな頚椎が形成され、3段階目に個々の頚椎が伸長した。本属の頸は、他の剣竜との椎骨数の比較からすると、主に脊椎の頚椎への移動によって伸長している。新たな頚椎が形成された形跡はない。頚椎の伸長が起こっている形跡はあるが、これは堆積物中での変形が原因かもしれない。
他の剣竜のように、嘴の先端には歯がない。上腕骨・尺骨・橈骨の長さはステゴサウルスに匹敵する。頚肋骨は頚椎に癒合する。恥骨の先端はダケントルルスと同じように伸長する。

## 分類
分岐学的解析によると、本属はステゴサウルス亜科の姉妹群であるダケントルルス亜科に属する。一部の研究においては、アルコヴァサウルスは本属の種であるとされることがある。一方で、ミラガイア自体がダケントルルスのシノニムであるとする研究もある。